# Dungeons & Dragons (Album)
Dungeons & Dragons ist ein Studioalbum von Midnight Syndicate, welches am 12. August 2003 von Entity Productions veröffentlicht wurde. Es dient als Soundtrack für das Rollenspiel Dungeons & Dragons und entstand in Kooperation mit Wizards of the Coast – dem Rechteinhaber von Dungeons & Dragons. Midnight Syndicate traf Spieldesigner von Dungeons & Dragons auf einer Messe für Videospiele, wo sie den Auftrag für das Produzieren des Albums erhielt.

## Hintergrund
Nach einem Treffen mit Wizards of the Coast erhielten Edward Douglas und Gavin Goszka, die beiden Mitglieder von Midnight Syndicate, den Auftrag, das Album eigenständig zu schreiben und zu produzieren. Beide produzierten die einzelnen Lieder unabhängig voneinander, trafen sich jedoch, um das Album zu mischen. Das Album war ein großer Stilwechsel für Midnight Syndicate, da vorherige Werke der Band größtenteils horrorbasiert waren, während Dungeons & Dragons eine fantasybasierte Stimmung erhielt. Die Artworks der Albumbeilage kamen aus Dungeon & Dragons Regelbüchern und enthielten Werke von berühmten Spieldesignern wie Skip Williams. Das Album erhielt größtenteils gute Resonanz von Musikkritikern sowie von der Fangemeinschaft. Es wird häufig als das einzige offizielle Soundtrack Album bezeichnet.

## Tracklist
| Nr. | Titel                     | Komponist                    | Länge |
| --- | ------------------------- | ---------------------------- | ----- |
| 1   | Prelude                   | Gavin Goszka                 | 2:14  |
| 2   | Troubled Times            | Gavin Goszka                 | 4:36  |
| 3   | Ride to Destiny           | Edward Douglas               | 4:15  |
| 4   | The Fens of Sargath       | Edward Douglas               | 1:29  |
| 5   | Descent into the Depths   | Edward Douglas               | 3:27  |
| 6   | Stealth and Cunning       | Edward Douglas               | 1:16  |
| 7   | Behind Door #1            | Edward Douglas, Gavin Goszka | 0:37  |
| 8   | Skirmish                  | Gavin Goszka                 | 4:29  |
| 9   | Eternal Mystery           | Gavin Goszka                 | 3:54  |
| 10  | Heroes\’ Valor            | Edward Douglas               | 3:08  |
| 11  | Relic Uncovered           | Edward Douglas               | 1:47  |
| 12  | Deep Trouble              | Gavin Goszka                 | 1:48  |
| 13  | Chant                     | Gavin Goszka                 | 0:11  |
| 14  | Craft of the Wizard       | Gavin Goszka                 | 3:22  |
| 15  | Beasts of the Borderlands | Edward Douglas               | 2:56  |
| 16  | Secret Chamber            | Edward Douglas               | 2:03  |
| 17  | Lair of the Great Wyrm    | Edward Douglas               | 3:28  |
| 18  | Ancient Temple            | Edward Douglas               | 2:43  |
| 19  | How Strange…              | Gavin Goszka                 | 1:43  |
| 20  | Army of the Dead          | Gavin Goszka                 | 4:06  |
| 21  | Final Confrontation       | Edward Douglas               | 4:46  |
| 22  | Ruins of Bone Hill        | Edward Douglas               | 2:23  |
| 23  | City of Sails             | Gavin Goszka                 | 3:31  |
| 24  | ohne Titel                |                              | 0:36  |